# Tannroda (Adelsgeschlecht)

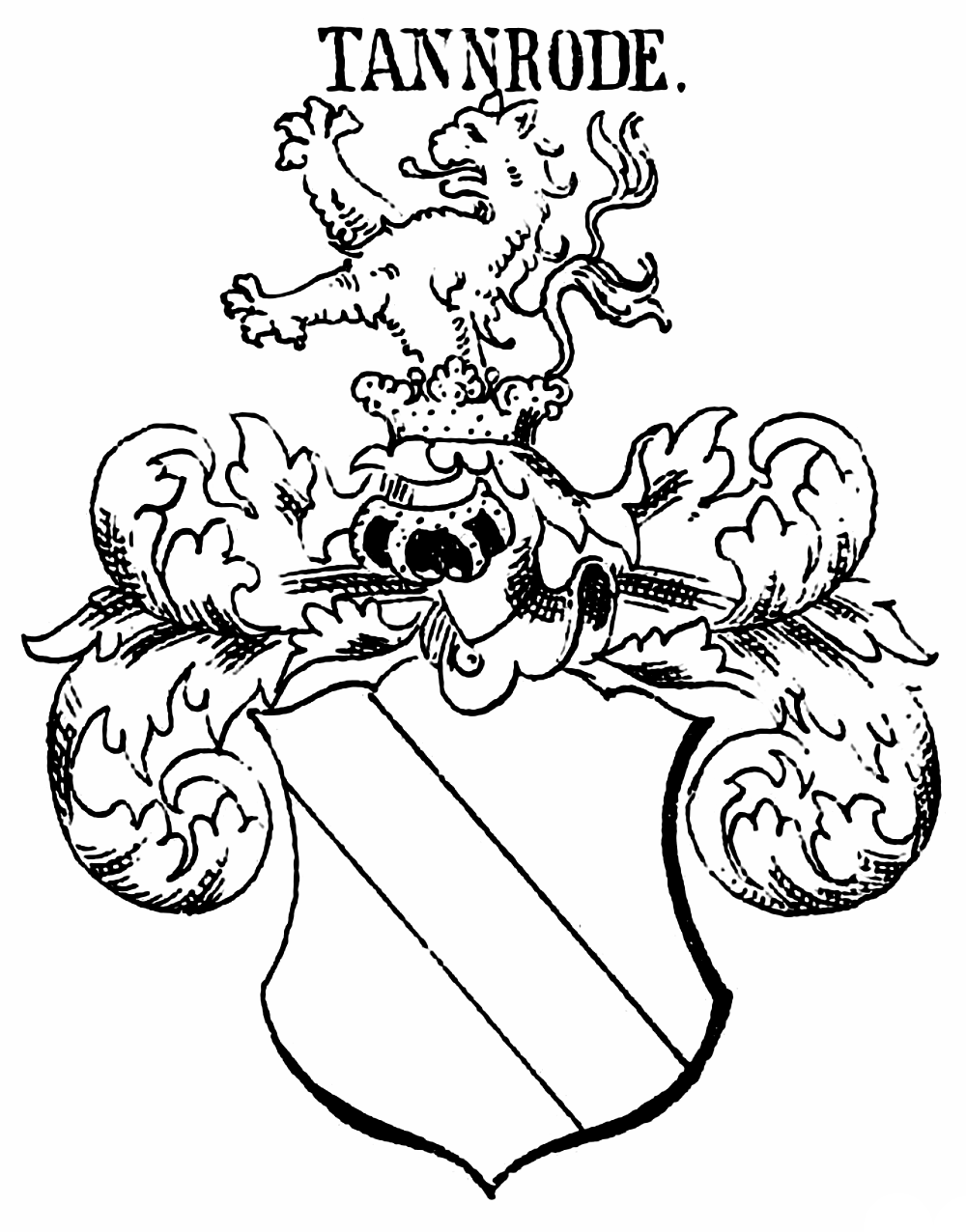
Wappen derer von Tannrode

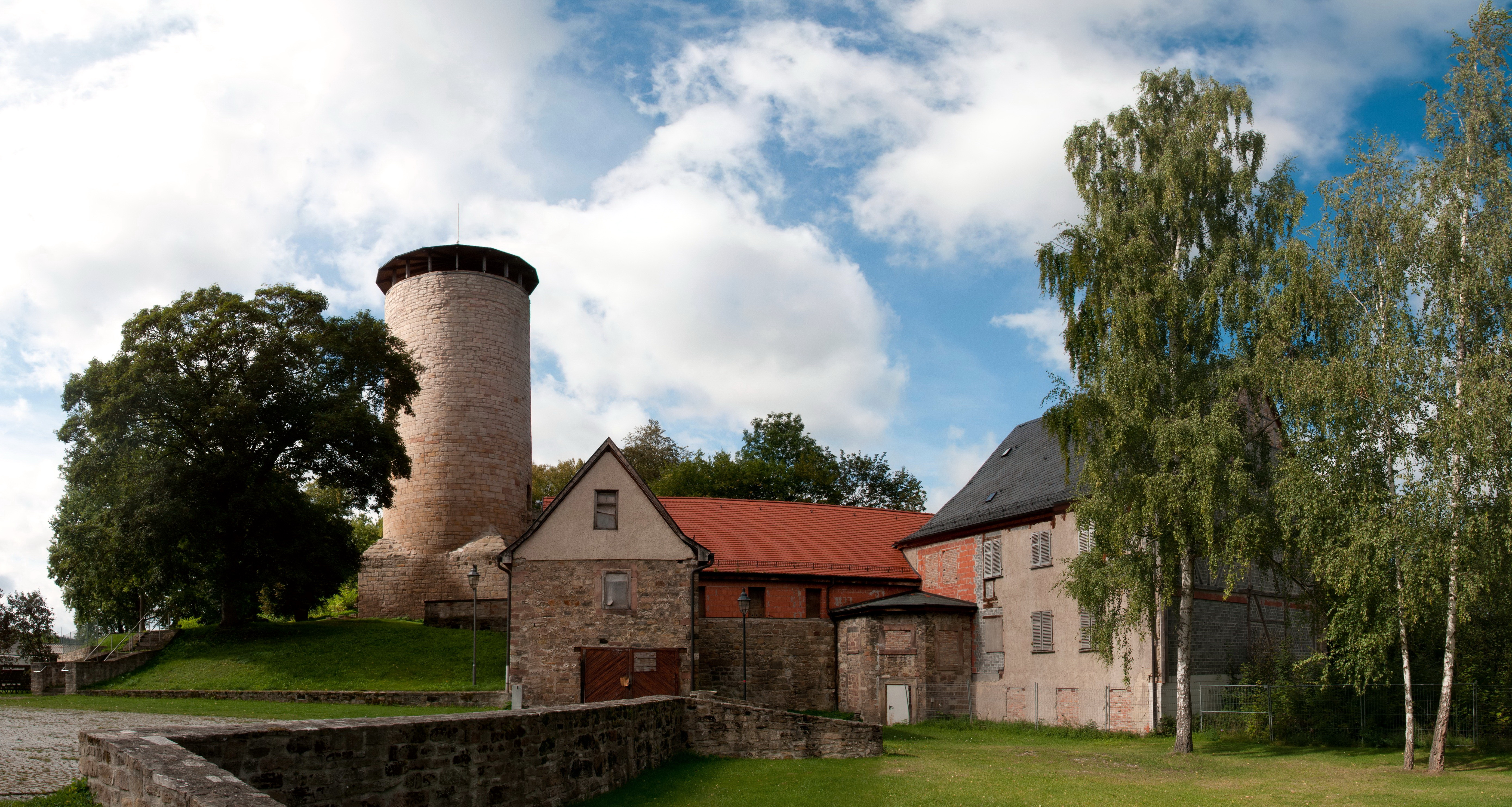
Burg Tannroda

Die Herren von Tannroda, auch Tannrode, Rode, seit Ende des 12. Jh. Tannenrode, Edle Herren in Thüringen, waren eine reichbegüterte edelfreie Familie mit gleichnamigem Stammsitz auf der Burg Tannroda an der Ilm.

## Geschichte
Das Geschlecht erscheint erstmals 1190 mit Manegoldus etiam de Rode und seit 1194 mit Manegoldus de Tannenrode. Die Edlen von Tannenrode standen in engem Verhältnis zum Kloster Pforta, wo sie in der Evangelistenkapelle ihre Familiengruft hatten. Sie besaßen Güter in Vippach, Sulza, Möllern, Pomnitz, Straußfurt, Hassenhausen, Rehehausen, Rossbach, Goldschau, Groß- und Klein-Döben. 
1231 werden die Gebrüder Conrad und Friedrich von Tannrode und 1295/99 Conradus et Eckenbertus fratres de Tanrode erwähnt. 1331 wird auf päpstlichen Erlass Konrad von Tannroda, Sohn des verstorbenen Heinrich, genannt Furet von Tannroda in das verliehene Kanonikat des Stiftes St. Justi und St. Clementis in Bibra eingeführt. Burg und Stadt Tannroda wurden 1382 wettinisches Lehen. 1383 erkennen die Herren von Tannroda die Lehnshoheit des Landgrafen von Thüringen an. 1392 kommt die Burg an die offenbar verwandten Edlen Herren von Querfurt und 1418 an die Familie Vitzthum. Sie verfügten über einen weitverstreuten Besitz, so im 14. und 15. Jahrhundert auch in Gleina bei Zeitz und Droyßig. Das Geschlecht der Herren von Tannroda ist 1433 mit dem Tod von Conrad im Mannesstamm erloschen.

## Wappen
Das Wappen zeigt einen Schrägrechtsbalken. Auf dem gekrönten Helm ein wachsender Löwe. Die Tinkturen sind nicht bekannt.